# Agua dulce (novela)
Agua dulce (título original en inglés: Freshwater) es un libro autobiográfico publicado en 2018 y escrito por Akwaeke Emezi, escritore de Nigeria. La novela cuenta la historia de Ada una chica con múltiples ogbanje viviendo dentro de ella. FX está desarrollando una serie de televisión basada en el libro.

## Sinopsis
Agua Dulce cuenta la semiautobiográfica historia de la protagonista, Ada, que es ogbanje. Emezi explora su espiritual herencia Igbo y su género junto a los de construcción Occidental e invita a su audiencia a pensar críticamente sobre este binarismo de espíritu y cuerpo.

## Recepción
The New Yorker denominó a Agua Dulce «una novela debut asombrosa»; The Guardian «un debut destacable»; y el LA Times «deslumbrante». Agua Dulce fue seleccionado para varios premios importantes. Fue un libro del The New York Times Book Review, también fue considerado Mejor Libro del Año por el New Yorker y NPR. Emezi fue tambien reconocide en 2018 como miembre honirifique "5 under 35" de la National Book Foundation.
En 2019, Agua Dulce fue nominada para el Premio de Ficción Femenina, siendo así le primer autore trangénero y no binarie nominade. Kate Williams, presidenta del jurado, lo consideró «un momento histórico». Williams dijo que el panel desconocía que Emezi era no binarie cuando se seleccionó el libro, pero que a elle le alegraba estar nominade. Vic Parsons, comentarista de género no binario, escribió que la nominación planteaba preguntas incómodas: «¿Une autore no binarie que hubiera nacido como hombre habría sido preseleccionade? Lo dudo mucho.» Tras la nominación, se anunció que el Premio de Ficción Femenina estaba trabajando en formar nuevas directrices para autores transgénero, no binaries y de género fluido.

## Polémica
Después de que Emezi publicara tuits sobre la asociación de la autora nigeriana Chimamanda Ngozi Adichie con personajes públicos transfóbicos, Adichie, que anteriormente había ayudado a publicar la obra de Emezi en una revista en línea, pidió que se eliminaran todas las referencias a su nombre de la sección «sobre le autore» de la cubierta del libro en todos los ejemplares futuros de Freshwater. Y que se reimprimieran las cubiertas de los libros que no se habían vendido. En un ensayo publicado en su sitio web, Adiche negó las acusaciones de que esta medida pretendía «sabotear» la carrera de Emezi. Afirmó que sus acciones estaban motivadas por la creencia de que le autore (a quien no nombró en ese momento) intentaba beneficiarse económicamente de la asociación con su nombre, al tiempo que la calumniaba con declaraciones públicas difamatorias: Pedir que se elimine mi nombre de su biografía no es sabotear su carrera. Se trata de proteger mis límites de lo que considero aceptable en el comportamiento humano civil.
¿Me llamas públicamente asesina y aun así te sientes con derecho a beneficiarte de mi nombre?
¿Utilizas mi nombre (sin mi permiso) para vender tu libro y encima coges un feo berrinche cuando alguien hace referencia a esto?
¿Qué clase de derecho monstruoso, qué clase de ensimismamiento perverso, qué falta total de autoconciencia, qué falta de corazón, qué inmadurez espantosa hace que una persona actúe así?

Además, una persona que realmente cree que soy una asesina no puede querer mi nombre en la portada de su libro, a menos que sea oportunista.
En respuesta a esto, Emezi publicó un vídeo en Instagram en el que decía en parte:
No voy a leer lo que escribió y hacer una refutación golpe por golpe, porque ni siquiera voy a leerlo. Porque no afecta a mi vida.
Se desconoce cuántas copias del libro fueron retiradas ni cuántas fueron reeditadas para cambiar sus cubiertas.

## Premios
- 2019 Nommo Award, ganadora.[20]
- 2019 Otherwise Award, ganadora.[21]
- 2019 Premio de Ficción Femenina, nominada.

## Adaptaciones
En mayo de 2019 se anunció que la novela fue adquirida por FX para la adaptación de una serie de televisión. Emezi escribirá el guion y producirá de forma ejecutiva la serie junto a Tamara P. Carter. FX Productions la producirá junto a Kevin Wandell y Lindsey Donahue.